# Mothanders manege

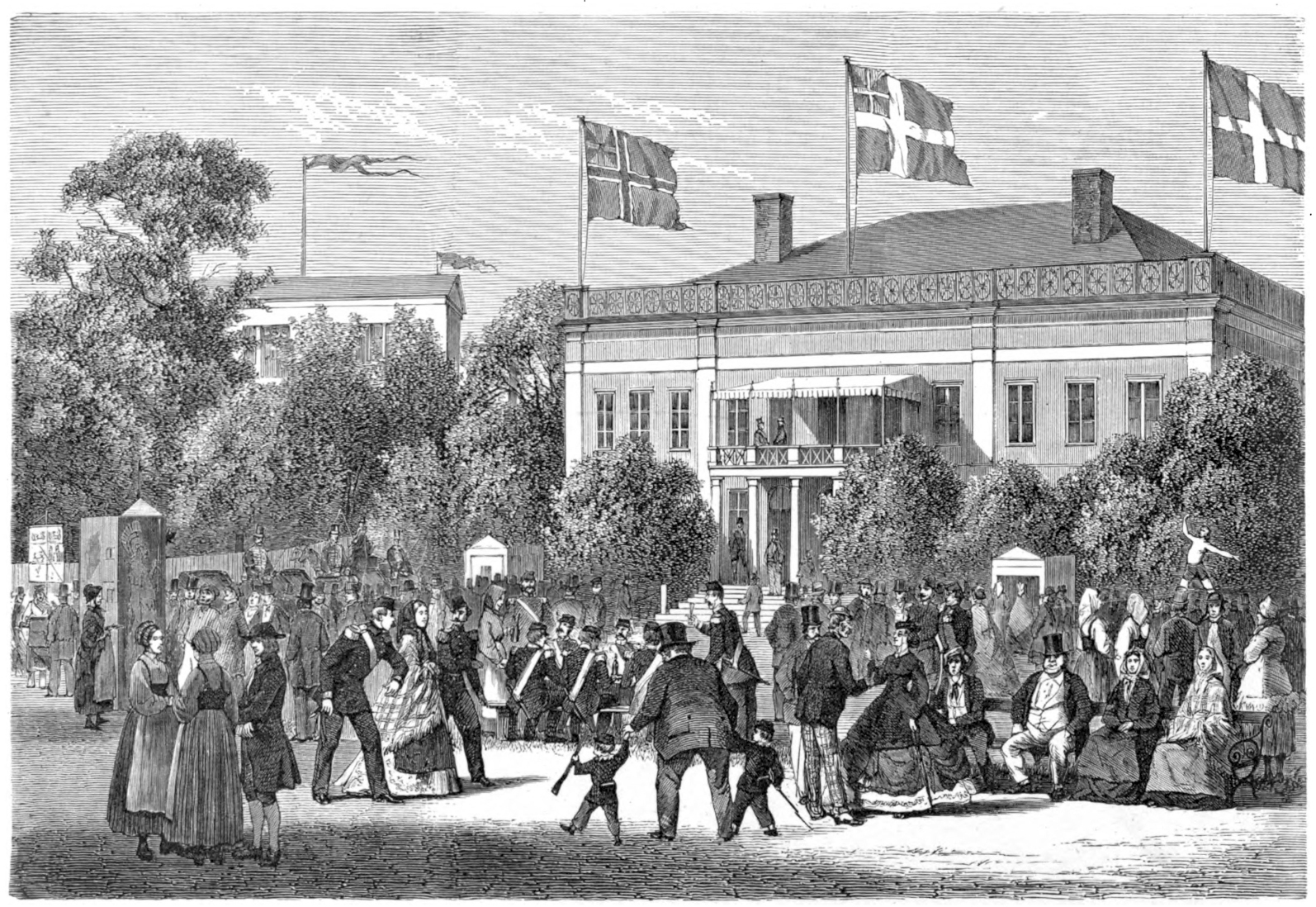
Folkliv framför Mothanders manege, 1860-talet.

Mothanders manege (även Mothanders nya manege eller kort Manegen) var en cirkuslokal på Södra Djurgården i Stockholm. Manegen stod färdig  på Djurgårdsslätten 1848 och revs 1890 för att ge plats åt Cirkus, Stockholm.

## Historik

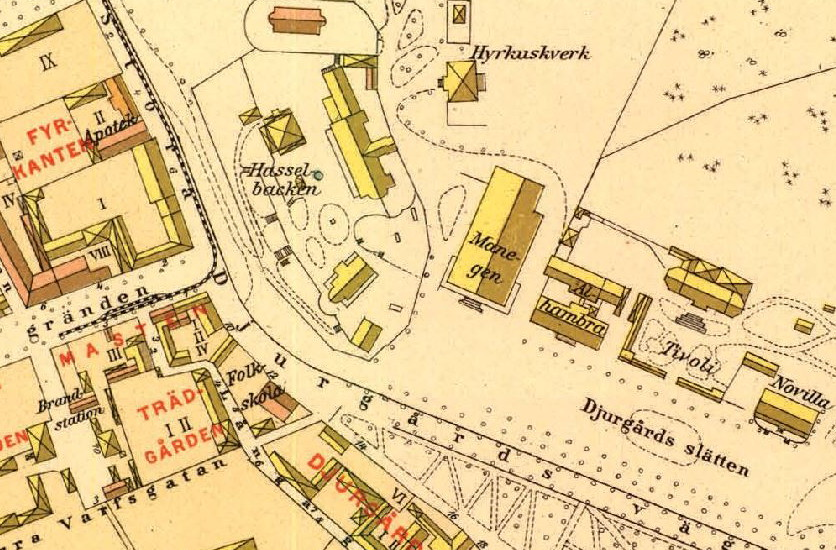
Manegen 1885.

Mothanders manege har sitt namn efter Carl Petter Mothander (död 1889), som var maskinmästare. Han drev under 1800-talets mitt några cirkuslokaler på Djurgården, bland dem Cirque du Nord (inköpt och nedriven 1847), Tourniaires Cirkus (inköpt 1846 och upprustat, nedbrunnen efter mordbrand i maj 1847) och slutligen Mothanders nya manège som ersatte den nedbrunna Tourniaires Cirkus. Tourniaires Cirkus var från början ett ridhus som 1831 uppfördes av konstberidaren Didrik Gauthier från Frankrike. År 1839 erhöll bröderna Tourniaire tillstånd att på samma ställe bygga en ännu större manege. Här uppvisades lindans, konstridning och pantomimer.
År 1848 lät Mothander bygga en ny cirkuslokal efter ritningar av marinmålaren Pehr Wilhelm Cedergren. Byggnaden rymde 1800 åskådarplatser och hade en veranda som var ”ett trefligt tillhåll på sommarkvällarna”. Olika cirkussällskap kunde uppträda i Mothanders manège, bland dem den populära Cirkus Tanti och Cirkus Varieté samt Carl Rhodin (kallad Brazil Jack). Man gav även teaterföreställningar, exempelvis Jules Verne ”Jorden rundt på 80 dagar - Ett dramatiserat rese-äfventyr i 14 tablåer”, som hade premiär den 9 juni 1876.
Mothanders manège revs 1890 och på samma plats uppfördes sedan Cirkus, som invigdes den 25 maj 1892.  Delar av de gamla grundmurarna användes vid det nya bygget.

## Teater

### Uppsättningar
- 1876 – Jorden rundt på 80 dagar av Jules Verne[6]
- 1878 – Lille hertigen av Henri Meilhac och Ludovic Halévy[8]